# EA Sports BIG
EA Sports BIG è stata un'etichetta della Electronic Arts usata dal 2000 al 2010 che si occupa di videogiochi di simulazione sportive a livello arcade. Il primo gioco di questa etichetta fu SSX che riscosse un grande successo. Nessun titolo è mai uscito per PC o Mac.
- Def Jam Vendetta per PlayStation 2, GameCube, Xbox
- NBA Street per PlayStation 2, GameCube
- NBA Street Vol. 2 per PlayStation 2, GameCube, Xbox
- NBA Street V3 per PlayStation 2, GameCube, Xbox
- NBA Street: Showdown per PlayStation Portable
- NBA Street: Homecourt per PlayStation 3, Xbox 360
- FIFA Street per PlayStation 2, GameCube, Xbox
- FIFA Street 2 per PlayStation 2, GameCube, Xbox, PlayStation Portable, Nintendo DS
- FIFA Street 3 per PlayStation 3, Xbox 360, Nintendo DS
- Freekstyle per PlayStation 2, GameCube
- NFL Street per PlayStation 2, GameCube, Xbox
- NFL Street 2 per PlayStation 2, GameCube, Xbox
- NFL Street 2 Unleashed per PlayStation Portable
- NFL Street 3 per PlayStation 2, PlayStation Portable
- NFL Tour per PlayStation 3, Xbox 360
- Shox per PlayStation 2
- Sled Storm per PlayStation 2
- SSX per PlayStation 2
- SSX Tricky per PlayStation 2, GameCube, Xbox, Game Boy Advance
- SSX 3 per PlayStation 2, GameCube, Xbox, Game Boy Advance, Gizmondo
- SSX On Tour per PlayStation 2, GameCube, Xbox, PlayStation Portable
- SSX Blur per Wii